# Wolfgang Paalen
Wolfgang Paalen (Baden, Austria, 7 de julio de 1905 - Taxco, México, 24 de septiembre de 1959) fue un pintor y teórico austro-mexicano surrealista el cual perteneció a la segunda generación de artistas asociados con el grupo parisino liderados por André Breton, sus intereses iban más allá de lo normal y estos consistían en transformar el espacio de la pintura a través del rechazo de la perspectiva tradicional haciendo uso de la física no-euclidiana. Introdujo nuevas formas de entendimiento para la pintura además de que apoyó la producción de objetos surrealistas.

## Biografía
Wolfgang Paalen nació en uno de los famosos Wienzeilenhäuser diseñados por Otto Wagner en Viena (Köstlergasse 1 / Linke Wienzeile No. 40), era el primero de cuatro hijos del comerciante judío austríaco e inventor Gustav Robert Paalen, y su esposa alemana, la actriz Clothilde Emilie Gunkel. Los primeros años de su vida los pasó entre Viena y Styie donde su padre tenía un centro de salud de moda. En 1912 la familia se trasladó a Berlín y a la ciudad Silesia de Zagan, donde su padre había adquirido un castillo, el St. Rochusburg. Wolfgang Paalen estudió en diversas escuelas de Sagan, antes de que sus padres contrataran a un preceptor particular. En 1919 la familia se trasladó a Roma, donde los Paalen recibían a muchos invitados, tales como Leo von König quien se convirtió en el primer maestro de Wolfgang. En 1924 regresó a Berlín donde intentó sin éxito ingresar en la Academia. En 1925 expuso en la Secesión de Berlín y profundizó en su formación estética, influido hondamente por Julius Meier-Graefe, Nietzsche, Schopenhauer y la teoría de la Gestalt de Max Wertheimer. Después de otro año de estudios en París y Cassis (1925/26) donde conoció a Jean (Janco) Varda y Georges Braque, visitó la escuela de arte de Hans Hofmann en Múnich y Saint-Tropez hasta 1928. Después de 1928 estuvo de nuevo en Cassis y París, estudiando brevemente con Fernand Léger.
De 1931 a 1936, Wolfgang Paalen participó activamente en la asociación Abstracción-Creación dedicada al arte abstracto junto al pintor suizo Kurt Seligmann («Personajes en una gruta», 1933) entre otros artistas.
Después de sus primeras exposiciones en la Galería Vignon, luego la Galería Pierre, en París, se incorporó al grupo surrealista parisino formado alrededor de André Breton en 1936, participando en todas sus principales exposiciones.
«Me parecía dejar un ambiente de sordomudos, para encontrarme finalmente con hombres enteros. Solamente dentro del surrealismo encontré la experiencia entera vivida, el heroico intento de una síntesis integral que no admitía más separaciones arbitrarias entre la expresión plástica y la poesía, entre la poesía y la vida».
Hacia 1937, Wolfgang Paalen inventó las técnica del «ahumado» (fumage)  y «encaje» (encage) que, a partir de los rastros de humo producido por la llama de una vela sobre la superficie de una hoja de papel o de una tela con pintura aún fresca, permite la interpretación, o la sugestión, de tantas imágenes involuntarias, de un modelado vibrante y de un negro aterciopelado mientras que la otra consiste en la geometrización de cuerpos en volumen con el fin de trasladar figuras simples sobre un lienzo o papel y que este sirva como guía para una composición. Con este método, Paalen realizó sus cuadros más espectaculares: «Paisaje médusé » (1938), «Combates de los príncipes saturnianos, III » (1939). André Breton vio en estas «figuras desmesuradas de un teatro de sombras, [los] rizos de la mujer amada hasta perderse de vista en las tinieblas... ».

### Escape a México
Viajó a Nueva York en mayo de 1939 junto a su esposa Alice Rahon y la fotógrafa suiza Eva Sulzer para conocer la cultura de los esquimales Haida y Kwakiult ubicadas en Alaska por las cuales sentían una gran atracción. Debido al inminente conflicto bélico en Europa (inicio de la Segunda Guerra Mundial) tuvieron que cancelar su viaje. En otoño del mismo año, a raíz de una invitación de Frida Kahlo, se refugió en México. Con el pintor César Moro donde tomaría la ciudadanía mexicana en 1947, organizó la primera exposición internacional del surrealismo en México (1940), luego fundó con Gordon Onslow-Ford la revista «Dyn» (1941). Con el texto «Adiós al surrealismo» se distanció de Breton (1942), con el que no se reconcilió hasta 1951, en una visita a París. Se nacionalizó mexicano en el año 1947. Ese mismo año se divorció de la artista Alice Rahon.
En su revista publicó otros temas como «Arte y ciencia» publicado en el tercer número de la revista que dio origen a “El gran malentendido” donde escribía el antagonismo que existía entre la ciencia y el arte mediante un debate  entre las posturas de Isaac Newton y Johann Wolfgang Von Goethe, en este artículo el artista austriaco bajo esta óptica, decía como es que arte y ciencia tenían que complementarse dejando de lado el hecho de saber quién tenía razón sobre como ver al mundo lo que daría como resultado que el artista dejara de reconocer la cualidad emocional de las cosas y enfocarse en el estudio de su función.
Paalen se interesó por la mecánica cuántica, debido especialmente al descubrimiento de la naturaleza ondulatoria de los electrones por parte de Louis Víctor de Broglie, la cual influyó en sus pinturas; estos cambios se pueden apreciar en dos de sus pinturas: Polarités majeures (1940) y Polarités Chromatiques (1942), donde implementa trazos rápidos junto con arcos parabólicos altas energías y velocidades que simulan campos magnéticos. Este interés por las ciencias por parte de Paalen ya se había visto antes pues varias de sus obras antes de la publicación de la revista DYN eran la prueba de ello, obras que estaban relacionadas con la figura de Georg Christoph Lichtenberg (1742-1799) quien fue un científico y escritor quien además fue el primer profesor alemán de física experimental. Su admiración hacia Lichtenberg parecía ir más allá de sus aportaciones científicas tales como su anticlericalismo, anti nacionalismo, sus divulgaciones sobre como el conocimiento era el antídoto para la ignorancia y la superstición, así como postura contra los prejuicios y el racismo.
Wolfgang Paalen se suicidó en 1959.

### Revista DYN
Durante la primavera de 1942, el mundo del arte de Nueva York fue testigo de los increíbles trabajos de Paalen en los primeros años de su exilio en México: la revista de arte DYN. En su primer número anunció públicamente a su amigo Andre Breton su despedida al surrealismo. En el segundo número volvió a escandalizar a su antiguo defensor al publicar una encuesta sobre Materialismo dialéctico y un artículo con un título muy provocativo como el de "El evangelio dialéctico", lo que provocó un gran escándalo entre la comunidad de artistas surrealistas de Nueva York. El historiador de arte Meyer Schapiro organizó entonces una asamblea sobre materialismo dialéctico, con los surrealistas en el apartamento de Breton en Nueva York, que no reveló nada más que el conocimiento inadecuado de los artistas en este campo. En DYN Paalen cubrió teóricamente su concepto de posibilidad en varios niveles, con la teoría cuántica, con su propio concepto de totemismo, la teoría de la Gestalt, con sus críticas al materialismo dialéctico y los conceptos dualistas occidentales, con su análisis de la pintura rupestre, etc. A través de su revista, con un total de cinco números publicados en México entre 1942 y 1944, avanzó temporalmente a ser uno de los teóricos del arte más influyentes en la época de la guerra. Incluso Breton admitió en 1944 que la crítica de Paalen al surrealismo estaba justificada y que "nosotros (los surrealistas) le hemos dejado toda la licencia a Paalen, que podía decir lo que quisiera, sin tener los medios para decir algo en contra o al menos poner algo en su nivel. Paalen está ganando en toda la línea ".
En siete grandes ensayos e innumerables artículos y reseñas más pequeñas, discutió en detalle las preocupaciones actuales de los jóvenes artistas de Nueva York y, en respuesta, recibió toda su atención. También su extenso artículo Totem Art tuvo una influencia considerable en artistas como Martha Graham, Isamu Noguchi, Jackson Pollock, Mark Rothko y Barnett Newman, principalmente debido a la nueva concepción de considerar el arte totémico como parte de la acción extática y el ritual con sus vínculos psíquicos. a la memoria genérica y al culto matrilineal a los antepasados. Con la excepción de Totem Art, todos los ensayos se vuelven a publicar bajo el título "Form and Sense" de Robert Motherwell en Nueva York como el primer número de la serie de escritos titulada Problemas del arte contemporáneo en la que también aparecen los primeros artículos de los expresionistas abstractos posteriores, como Posibilidades, fueron publicadas. Las breves estancias de Paalen en Nueva York y las dos exposiciones individuales lo hicieron conocido como pintor en los círculos de artistas, sin embargo, su ausencia predominante de la escena artística de Nueva York y la amplia recepción de DYN y "Form and Sense" fomentaron su imagen como una especie de secreto intelectual. agente que principalmente ejerce influencia indirecta sobre los eventos a través de sus ideas intensamente discutidas.

## Después de la guerra
En 1946 se divorcia de Alice y se casó con la diseñadora y artista venezolana Luchita Hurtado, a quien había conocido en Nueva York a través de su amigo Isamu Noguchi. Hurtado se mudó a México en 1947 para vivir con Paalen y juntos exploraron la antigua cultura olmeca, sobre la cual Paalen publicó más tarde un artículo ampliamente respetado en la revista de arte francesa Cahiers d'art. Paalen lleva al extremo la suposición de su amigo y colega Miguel Covarrubias, de que los olmecas eran una cultura sucumbida y (después de cientos de años de guerra) finalmente aniquilada por la agresiva civilización maya, comparando a los olmecas con las antiguas civilizaciones matrilineales europeas, subyacentes y civilizaciones patriarcales más agresivas hace unos 3000 años. La tesis de Paalen acerca de la estructura social matrilineal de las sociedades antiguas de Mesoamérica, que documentó con un apoyo considerable de su propia investigación, nunca fue cuestionada sustancialmente y tuvo una fuerte influencia de artistas como Alice Rahon, Remedios Varo y Leonora Carrington en sus temas arcaístas y feministas.. Sus ideas aún viven en los discursos arqueológicos y artísticos, siendo el ejemplo popular más destacado de los últimos tiempos la obra cinematográfica de Mel Gibson Apocalypto.

## Suicidio
Los últimos años de Paalen en México se caracterizaron por un aumento de los problemas de salud, principalmente originados en su disposición bipolar (maníaco - depresiva). Con la ayuda de sus amigos y mecenas, Eva Sulzer y Gordon Onslow Ford adquirió una vieja casa con estudio en el pequeño pueblo de Tepoztlán en Morelos, donde vivió y trabajó principalmente durante los últimos años de su vida. De forma contradictoria, Paalen produjo una serie de obras magistrales hacia el final de este último período, así como obras de teatro y cuentos, que reflejan su estado de ánimo ambivalente y depresiones crecientes. Su pasión por la escultura y los artefactos olmecas lo involucró en expediciones aventureras en el desierto de Yucatán, coleccionando e intercambiando arte precolombino a un mercado estadounidense en constante crecimiento. Los rumores de que Paalen había estado involucrado en el saqueo ilegal de sitios arqueológicos en Yucatán inspiraron al autor y teólogo estadounidense Arthur Allen Cohen a su novela Acts of Theft (1980). Como experto e inspirador, Wolfgang Paalen ayudó al cineasta estadounidense Albert Lewin en su película The Living Idol.  En 1958 recibió a André Pieyre de Mandiargues y Octavio Paz en Tepoztlán, quienes escribieron textos sobre Paalen después de su suicidio. En la noche del 25 de septiembre de 1959 Paalen salió de su habitación de hotel en la Hacienda San Francisco Cuadra en Taxco, donde a veces se hospedaba durante sus episodios de depresión, y subió la colina. Al día siguiente fue encontrado muerto con un disparo en la cabeza.

## Escritura y Poesía
Aunque Paalen es conocido principalmente como un artista visual, también escribió varios poemas en francés y alemán, que compartió con Valentine Penrose, Alice Rahon, André Breton y Paul Eluard. En 1941 Breton reacciono eufórico al diario poético de Paalen sobre su viaje a la Columbia Británica en el verano de 1939: "He leído Paysage totémique, releído, leído en voz alta, nada es más adorable, indudablemente genial".  Paysage totémique se publicó en parte en su revista DYN. También escribió tres obras de teatro y varios relatos inéditos, como Der Axolotl, Paloma Palomita; su obra The Beam of the Balance, una comedia trágica, refleja el poder inquebrantable del régimen de terror totalitario de Stalin, el lanzamiento de las bombas atómicas en Hiroshima y Nagasaki en 1945 y el peligro de la mente humana científica desequilibrada en general. Se leyó públicamente por primera vez en la casa de Robert Motherwell en East Hampton en 1946. Su obra Elorn, una balada de Bretaña refleja su pasión de toda la vida por las culturas matrilineales preceltas.

## Fuente
«Dictionnaire général du surréalisme et de ses environs» (Diccionario general del surrealismo y de sus alrededores), bajo la dirección de Adam Biro y René Passeron, París, Presses Universitaires de France, 1982.

## Obras
- Brothers Karamazov, (1922)
- Personnages dans une grotte, (1933)
- Le Débarcadère, (1937)
- Paysage totémique, (1937)
- La Phalène, (1937)
- Creación de un «Manequin» (maniquí) para la exposición internacional del surrealismo en la galería de Bellas Artes en París, (1938).
- L'Autophage (Fulgurites), (1938)
- Vol de moustiques (1938)
- Taches Solaires (1938)
- Bella Coola  (1939)
- Combats des princes saturniens, III, 1939 (cuadro que perteneció a André Breton)
- Polarités majeures (1940)
- Polarités Chromatiques (1942)
- Mother of Agate, (1946)
- Selam Trilogy (Hamnur Trilogy), (1947)
- L'Enclume, (1952)
- Bureau de Longitudes, (1953)
- Beatrice Perdue, (1953)
- Lumière fossile, (1953)